# Panaitólion
Panaitólion (Panaitolio) är en ort i Grekland.   Den ligger i prefekturen Nomós Aitolías kai Akarnanías och regionen Västra Grekland, i den centrala delen av landet, 210 km väster om huvudstaden Aten. Panaitólion ligger 26 meter över havet och antalet invånare är 2 935. Den ligger vid sjön Límni Trichonída.
Terrängen runt Panaitólion är varierad. Runt Panaitólion är det ganska tätbefolkat, med 86 invånare per kvadratkilometer. Närmaste större samhälle är Agrínio, 5,5 km nordväst om Panaitólion. Trakten runt Panaitólion består till största delen av jordbruksmark.